# Drakenbergsområdet

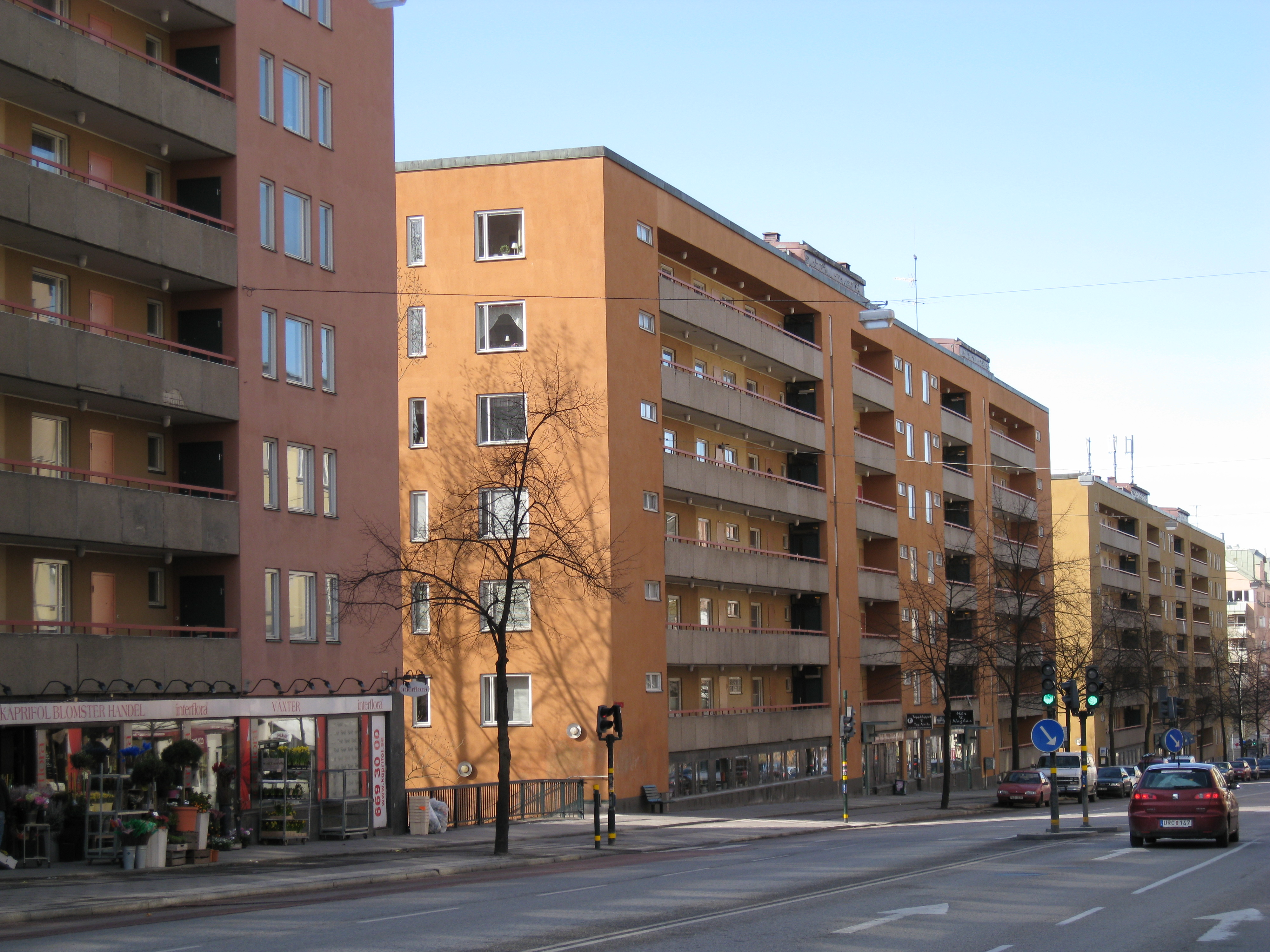
Drakenbergsområdet sett från Hornsgatan

Drakenbergsområdet och Drakenbergsparken är ett bostadsområde respektive en park nära Hornstull på Södermalm i Stockholm, strax söder om Hornsgatan i höjd med nummer 107-123.

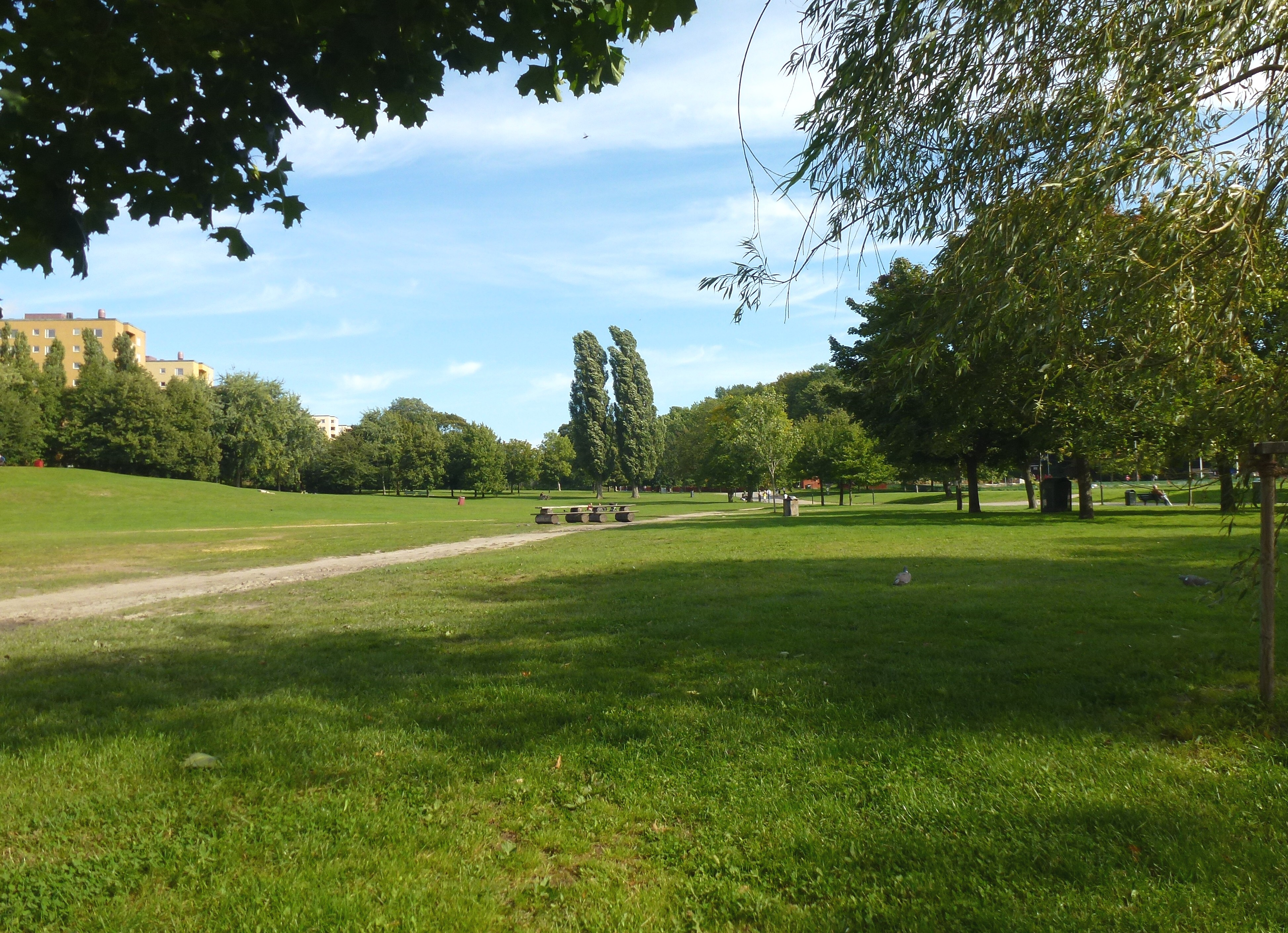
Drakenbergsparken 2012.

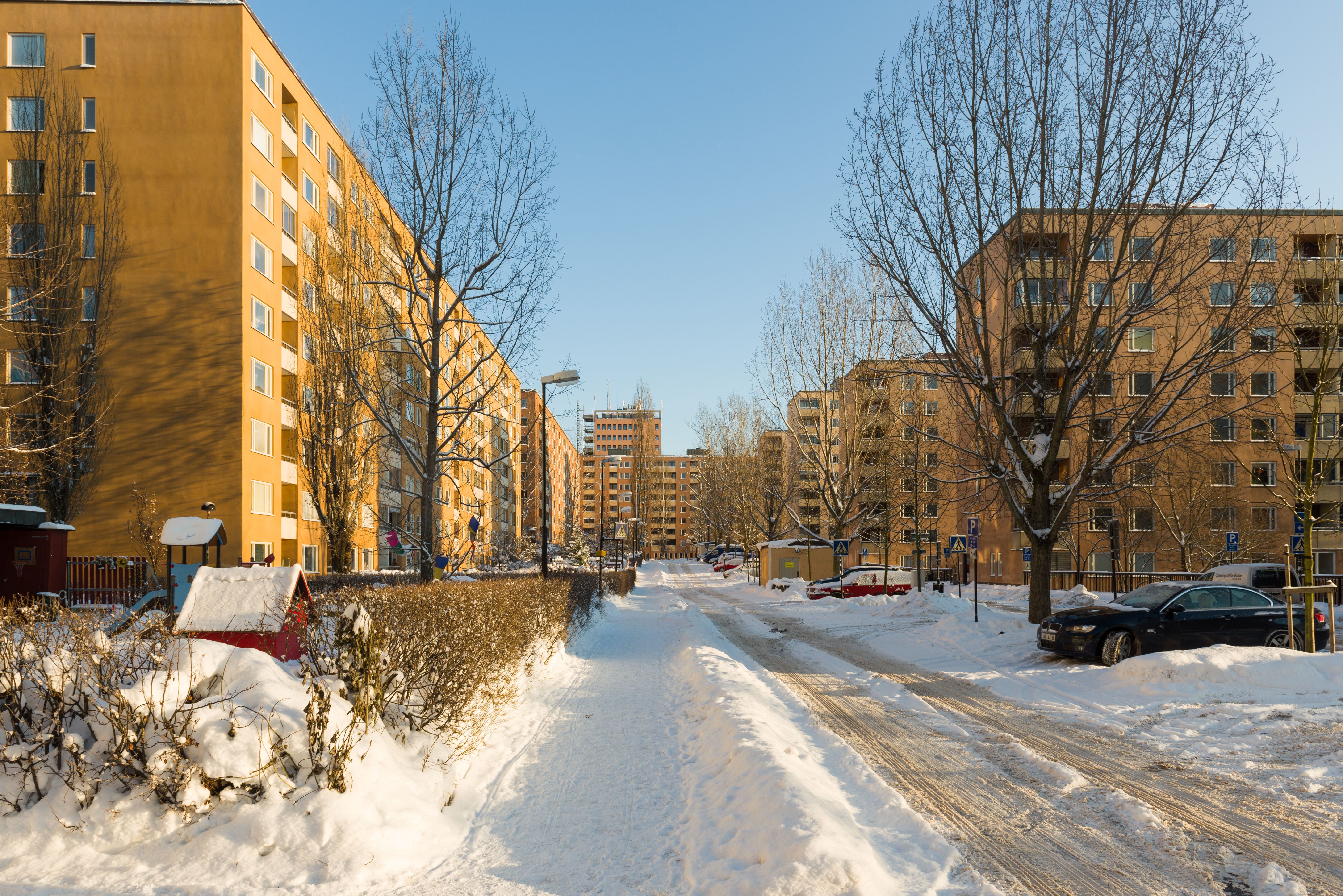
Den inre delen av kvarteret sett från väster.

De nio huskropparna i kvarteret Drakenberg byggdes i slutet av 1960-talet och början av 1970-talet efter arkitekt Lars Brydes ritningar och utgör, tillsammans med kvarteret Plankan mittemot, på Hornsgatans norra sida, exempel på att miljonprogrammet på 1960- och 1970-talen inte bara omfattade Stockholms förorter. 1971 revs Vårdhemmet Högalid för att bereda plats åt de södra huskropparna. Ungefär samtidigt försvann även Ligna industriområde, som legat här sedan slutet av 1800-talet.
Drakenberg var ett gammalt kvartersnamn (belagt i Holms tomtbok 1679 som ”Draaken Bergh”) och ursprunget var ett värdshus, Draken, som inrättades här av värdshusvärden Melchior Schipman 1669 i samband med att den första Liljeholmsbron byggdes, då som flottbro. Krogen fick namnet Draken eftersom Schipman tidigare drevt Källaren Draken i Gamla stan, beläget i hörnet av Österlånggatan och Drakens gränd, därav namnet. 
Värdshuset övertogs efter Schipmans död 1671 av Michael König och därefter 1674 av sockerbagaren Niclas Voigtländer, som gift sig med Schipmans änka. Värdshuset Draken stängde redan 1681, efter en förbittrad fejd mellan Voigtländer och König (som menade att han blivit utmanövrerad och ansåg sig ha privilegium att driva krog vid Hornstull).
Genom området för dagens Drakenbergsparken gick Västra stambanans sträckning till Södra station. År 1929 avvecklades denna sträckning när Årstabron tog över trafiken. Fram till slutet av 1960-talet fanns här ett brokigt industriområde med namn Ligna.